# Dennehotso
Dennehotso (Navajo: Deinihootso) ist ein Census-designated place im Apache County im US-Bundesstaat Arizona. Das U.S. Census Bureau hat bei der Volkszählung 2020 eine Einwohnerzahl von 587 ermittelt.

## Verkehr
Dennehotso liegt am U.S. Highway 160.